# Ken Levine

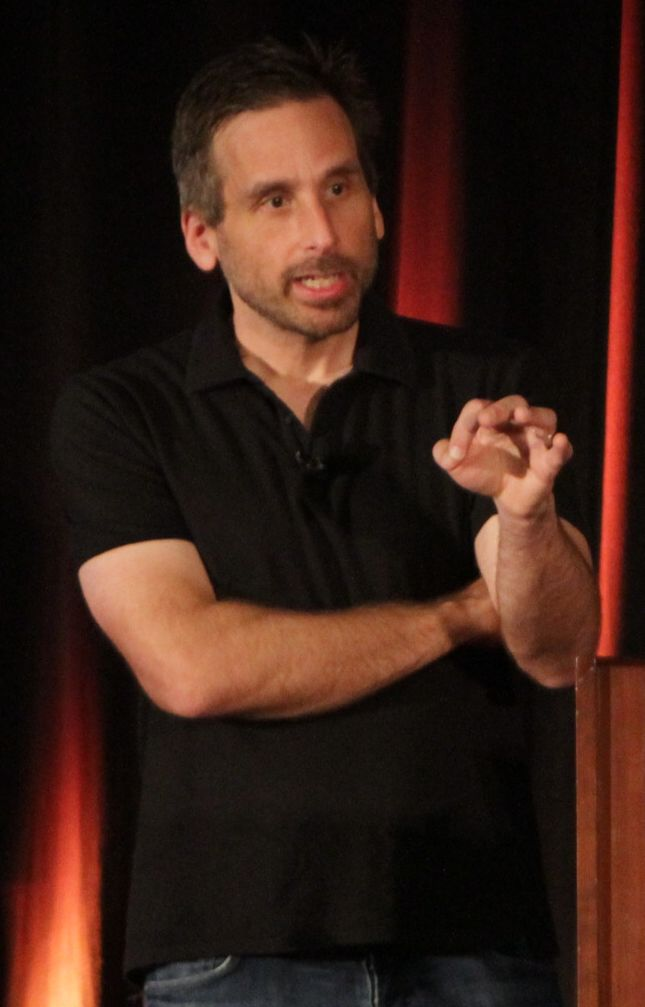
Ken Levine auf der Game Developers Conference 2014

Ken Levine (* 1. September 1966 in Flushing, New York) ist ein US-amerikanischer Computerspielentwickler. Er war Creative Director und Mitgründer des Entwicklerstudios Irrational Games. Zu seinen bekanntesten Arbeiten zählen das preisgekrönte Schleichspiel Dark Project: Der Meisterdieb (1998) sowie die ebenfalls mehrfach ausgezeichneten Actiontitel System Shock 2 (1999), BioShock (2007) und BioShock Infinite (2013).

## Karriere
Levine entstammt einer jüdischen Familie aus New York, beschreibt sich jedoch als säkularen Juden und Atheisten. Er studierte Drama am Vassar College in Poughkeepsie. Im Anschluss zog er nach Los Angeles, um eine Filmkarriere zu verfolgen, wo er zwei Drehbücher schrieb. 1995 wurde er von dem in Cambridge, Massachusetts, ansässigen Entwicklungsstudio Looking Glass Studios als Spieledesigner angestellt. Bei Looking Glass arbeitete Levine mit Designer Doug Church am Hintergrundszenario und Design von Dark Project (Originaltitel: Thief).
1997, im Anschluss an seine Arbeiten an Dark Project, verließ Levine mit seinen beiden Kollegen Jonathan Chey und Robert Fermier Looking Glass, um gemeinsam das Entwicklungsstudio Irrational Games zu gründen. Die erste Veröffentlichung des Studios war 1999 der Rollenspiel-Shooter-Genremix System Shock 2, ein direkter Nachfolger zu Looking Glass’ Science-Fiction-Titel System Shock aus dem Jahr 1993. Levine arbeitete als Lead Writer und Designer an dem Titel, der hohes Kritikerlob erhielt. Irrationals nächstes Projekt war Freedom Force, ein taktisches Echtzeit-Rollenspiel, das aus Ken Levines und Robb Waters Vorliebe für das sogenannte Silbernen Comiczeitalter (1956–1970) entstand. Nach dem ersten Freedom Force entwickelte Irrational Tribes: Vengeance und SWAT 4, an denen Levine als Drehbuchautor beziehungsweise ausführender Produzent mitwirkte.
Obwohl Tribes: Vengeance, SWAT 4 und Freedom Force vs. The 3rd Reich zwischen 2004 und 2005 jeweils im Abstand von einem Jahr erschienen, arbeitete Irrational zusätzlich an der Vorproduktion des Ego-Shooters BioShock. Das Spiel um eine dystopische Unterwasserwelt wurde als ein spiritueller Nachfolger zu System Shock 2 konzipiert, für dessen Szenario sich Levine stark von der Objektivismus-Theorie der russisch-amerikanischen Philosophin Ayn Rand beeinflussen ließ. Das Spiel durchlief mehrere Revisionen und Irrational wurde im Verlauf der Entwicklung von seinem Publisher Take 2 Interactive übernommen. Als das Spiel August 2007 erschien, erhielt es hohes Kritikerlob und wurde zugleich zu einem großen kommerziellen Erfolg. BioShock und sein Nachfolger BioShock 2 verkauften sich zusammen über acht Millionen Mal. Nach der Veröffentlichung von BioShock arbeitete Levine als Creative Director an BioShock Infinite, einer Weiterführung der BioShock-Reihe, die sich mit dem Thema des American Exceptionalism auseinandersetzt und im Jahr 1912 in der fiktiven fliegenden Stadt Columbia angesiedelt ist. Der Titel wurde im März 2013 veröffentlicht und erhielt wie der erste Serientitel großes Kritikerlob.

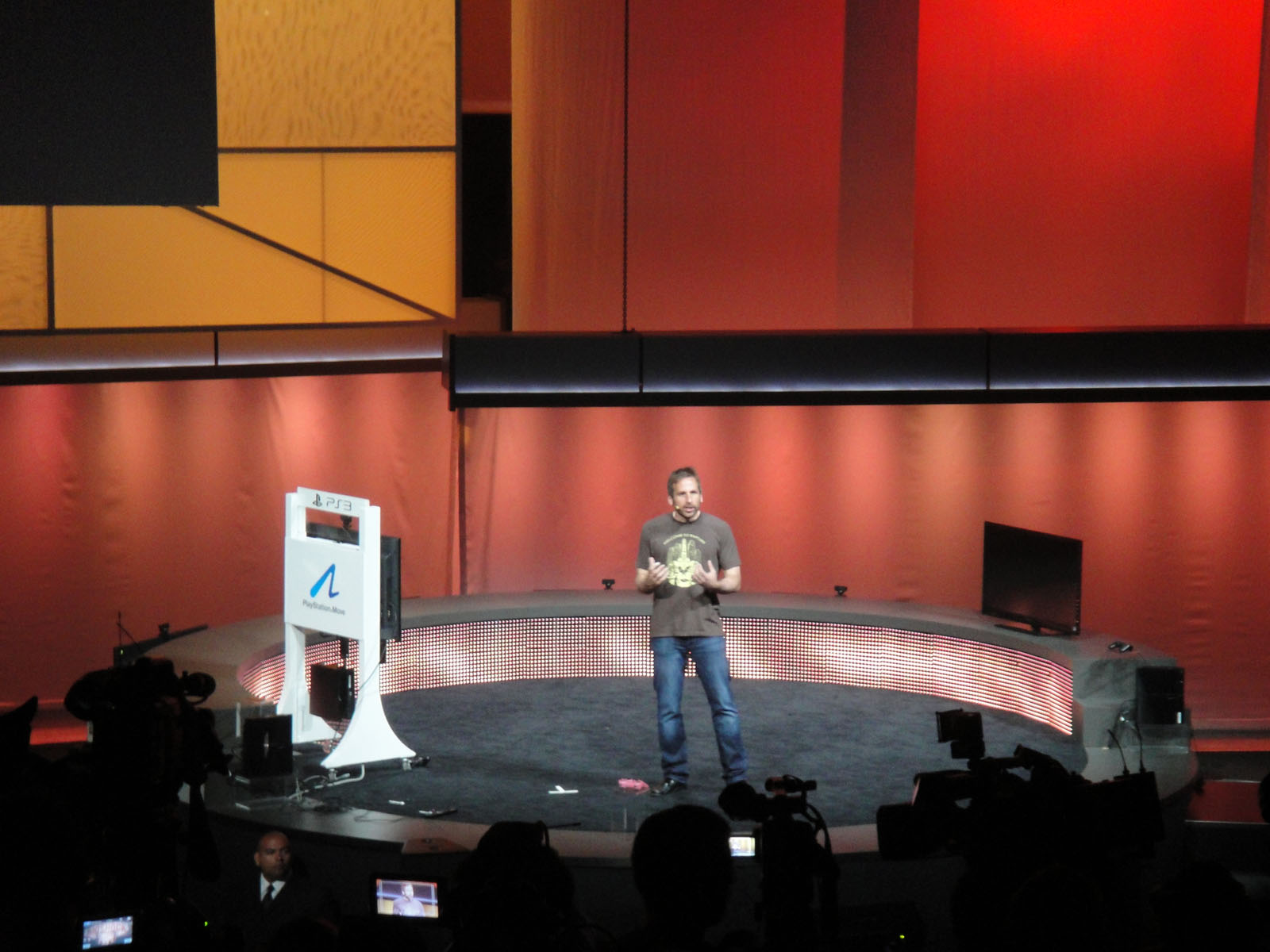
Ken Levine auf der Electronic Entertainment Expo 2011

Im Februar 2014 kündigte Levine überraschend die Entlassung nahezu aller Irrational-Mitarbeiter bis auf 15 Personen an. Levine begründete dies damit, künftig bevorzugt in einem kleineren Team an handlungsorientierten Titeln arbeiten zu wollen, die digital vertrieben werden sollten. Im Nachgang berichteten ehemalige Mitarbeiter über die schwierige Zusammenarbeit mit Levine. Er wurde als extrem perfektionistisch und detailversessen beschrieben, der seine Mitarbeiter durch das Einräumen großer kreativer Freiräume und starke Führung zu Bestleistungen führen, durch harsche Kritik jedoch auch verletzen konnte. Levines Projektmanagement von BioShock Infinite sei zudem unzureichend gewesen, die Entwicklung verlief wegen zahlreicher Korrekturenrunden lange Zeit schleppend. Erst mit dem Wechsel von Jordan Thomas von 2k Marin zu Irrational und dem Einstieg von Rod Fergusson als Vice President of Development, die Levine ab 2012 bei der Projektorganisation unterstützten, gelang es, die Arbeiten in geregelten Bahnen zu lenken.
Levine wurde 2013 von Warner Bros. beauftragt, das Drehbuch für die Neuverfilmung des Films Flucht ins 23. Jahrhundert (Logan’s Run) zu verfassen. 2015 verließ er das Projekt jedoch. 2016 war Levine in die Entwicklung einer interaktiven Neuauflage der Fernsehserie The Twilight Zone involviert, welche jedoch nicht realisiert wurde. Gegenwärtig arbeitet Levine mit seinem derzeitigen Entwicklerteam Ghost Story Games an Judas, einem  Singleplayer-Shooter mit dem Fokus auf Narration.

## Ludografie
Looking Glass Studios
- 1998: Dark Project: Der Meisterdieb (Co-Designer und Story-Konzepte)

Lumis Studios
- 1999: Wall Street Tycoon (Co-Designer)

Reality Bytes
- 1999: Dark Vengeance (Co-Designer)

Irrational Games
- 1999: System Shock 2 (Lead-Designer und Story)
- 2002: Freedom Force (Story)
- 2004: Tribes: Vengeance (Story)
- 2005: SWAT 4 (Executive Producer)
- 2005: Freedom Force vs. The 3rd Reich (Story)
- 2006: SWAT 4: The Stetchkov Syndicate (Executive Producer)
- 2007: BioShock (Creative Director und Story)
- 2013: BioShock Infinite (Creative Director und Story)

## Auszeichnungen
Das Redaktionsteam des 1Up.com-Spielenetzwerks wählte Levine zum Mensch des Jahres 2007, aufgrund seiner Verdienste auf dem Gebiet der Narration im Spielebereich. 2009 wurde er vom Spielemagazin IGN zu den 100 besten Spieleentwicklern aller Zeiten gezählt. Im selben Jahr zählte ihn auch das Branchenmagazin Gamasutra zu den Top 20 Computerspielautoren. 2010 wurde Levine vom Spielemagazin Game Informer als einer der besten Geschichtenerzähler des Jahrzehnts aufgeführt. 2013 erhielt Levine den Golden Joystick Award für sein Lebenswerk.